# 柞水县
柞水县是中国陕西省商洛市下辖的一个县，位于陕西南部，东临商州、山阳；南接镇安，西邻宁陕；北依长安区、蓝田县。区域总面积为2,322平方公里，人口約14万人。

## 行政区划
柞水县下辖1个街道办事处、8个镇：
乾佑街道、营盘镇、下梁镇、小岭镇、凤凰镇、红岩寺镇、曹坪镇、杏坪镇和瓦房口镇。

## 历史沿革
柞水县因境内乾佑河（古称柞水）而得名
明初，地境西北部為西安府的咸寧縣管轄；地境東北部為西安府的藍田縣管轄。明景泰三年（1452年），於地境東南部設鎮安縣，屬西安府。明成化十三年（1477年）三月，改屬商州。
清乾隆四十八年（1783年），分咸寧縣、藍田縣、鎮安縣三地設孝義廳，屬陝西省西乾鄜道西安府轄。
民國二年（1913年），撤孝義廳設孝義縣。民國三年（1914年），改稱柞水縣，由陝西省四區督察專員公署管轄。
1949年12月1日，成立柞水县人民政府，由商洛地区督查官员公署管辖。
1958年12月，撤銷柞水縣制，併入鎮安縣。
1961年9月，分出復設柞水縣。
2001年8月31日，屬陝西省商洛市。
2002年，商洛地区改为商洛市，柞水县属之。

## 人口
根据第七次全国人口普查數據，2020年11月1日，
全县常住人口为137709人。

## 经济
2019年上半年，柞水县生产总值为39.13亿元，同比上涨6.7%，较上一年同期回落3.3个百分点。回落的主要原因是因为第三产业增速明显下降。

## 交通
境内有 包茂高速公路穿过
境内有 211国道穿过

## 旅游景点
柞水县境内有国家4A景区柞水溶洞、牛背梁国家森林公园

## 地理

### 环境
柞水县境内植被覆盖率高达78%，森林覆盖率65%

### 位置
柞水县位于陕西省中南部，商洛市西北部。东接商洛市商州区、山阳县，西接安康市宁陕县，南接商洛市镇安县，北接西安市长安区、蓝田县。

### 地形
柞水县地处秦岭南麓，主峰牛背梁海拔2,802.1米，境内蜿蜒曲折、沟壑纵横。

### 面积
柞水县面积大约2,332平方千米，占商洛市约12%，陕西省约1.13%

### 特产
- 柞水木耳

### 贫富
柞水县曾经是国家级贫困县之一。2020年2月27日，陕西省人民政府批准柞水县退出贫困县序列。